# Franc Fernandez
Franc Fernández (nascido Francisco Fernández ) é um artista e designer de moda argentino que vive em Los Angeles. Seu trabalho mais conhecido é o vestido de carne de Lady Gaga.

## Infância e educação
Fernández nasceu na Argentina e viveu lá até se mudar para a periferia de Los Angeles aos oito anos. Durante o ensino médio, ele frequentou o ArtCenter College of Design, mas desistiu. Ele também frequentou a escola de arquitetura e arte, mas abandonou ambas. Ele também foi aprendiz de um chapeleiro em Londres . Fernandez diz: "Na maior parte do tempo, sou autodidata. Não sou muito bom em instituições. Posso eliminar o que gosto / não gosto, preciso / não preciso."

## Carreira
Fernandez começou a experimentar roupas no ensino médio, combinando camisas e suéteres e costurando suas etiquetas do lado de fora. Foram seus chapéus que chamaram a atenção, e ele começou a receber pedidos de estilistas por peças personalizadas. Uma vez contatado por Nicola Formichetti, sua carreira começou a decolar.
Fernandez trabalhou com muitos artistas musicais contemporâneos, incluindo Lady Gaga, Sam Sparro, Scissor Sisters e Beyoncé Knowles. Ele fez o estilo para a turnê do Scissor Sisters no Reino Unido. Ele também dirigiu o videoclipe de "Pink Cloud" de Sam Sparro, usando a influência da tecnologia e da internet para produzir um vídeo melhor visualizado em um iPhone, imitando os movimentos de rolagem e deslize do aparelho.  
Em 2015, Fernandez colaborou com o rapper de Chicago Vic Mensa no traje de Mensa para o MTV Video Music Awards 2015 . A camiseta e a jaqueta mostravam uma foto do membro do Movimento dos Panteras Negras Assata Shakur, bem como declarações sobre a brutalidade policial nos Estados Unidos nas calças e mangas da jaqueta. Esta peça está entre várias nas quais Fernandez e Mensa colaboraram, incluindo calças com cinco nomes de mulheres negras que morreram na prisão em julho de 2015.
Seu trabalho para Mensa no VMA marcou o aniversário de 5 anos de seu vestido de carne para Lady Gaga. Ele diz: “Estou interessado na cultura pop se estiver questionando ou perturbando as pessoas ou criar um problema para elas resolverem”, disse Franc sobre trabalhar com Gaga e Vic. "Eu acho que isso é muito importante. Eu sinto que falta isso."

### Trabalho com Lady Gaga
Fernandez trabalhou com Lady Gaga em vários projetos, incluindo o design da roupa "coroa de diamantes" para seu videoclipe de "Bad Romance " e as roupas que ela usou em premiações e em turnês.
Em 2010, ele foi abordado pelo estilista de Gaga, Nicola Formichetti, sobre a criação de um vestido feito de cortes de carne crua para o MTV Video Music Awards 2010 . Fernandez concordou e foi ao açougueiro local e perguntou qual seria o melhor corte de carne para tal projeto, e o açougueiro disse-lhe bife de flanco . Fernandez comprou 40 libras. Ele e um assistente colaborativo fizeram o design à medida que avançavam, vendo quais cortes se encaixariam melhor em quais áreas, já que "não há muitos planos [sic]   você pode fazer com esse material orgânico. " O vestido demorou dois dias para ficar pronto, e Gaga teve que ser costurada nele nos bastidores.
A reação ao vestido foi mista, ganhando a ira de grupos de direitos dos animais como a PETA, e tentativas de analisá-lo em vários meios de comunicação. Fernandez afirmou "Não fiquei surpreendido com a resposta. Acho que todos os envolvidos sabiam a resposta que o vestido de carne iria receber. Acho que fiquei mais surpreso e animado com o quanto a internet e a tecnologia desempenharam um papel nisso. Recebi toneladas de e-mails de ódio, de amor e "vestido de carne" foi um dos principais tópicos do Twitter por três dias seguidos." Fernandez ficou satisfeito com a recepção do vestido, dizendo "Sinto que tenho voz agora como artista e designer", e que isso lhe deu um público maior. 